# Biserica de lemn din Săliștea de Jos
Biserica de lemn cu hramul „Sf. Parascheva” a fost construită în secolul al XVII-lea (conform unei inscripții de la stâlpul ușii în 1641). A servit comunitatea ortodoxă din Săliștea de Jos (Maramureșul istoric, valea Talabârjabei - azi în raionul Teceu din Subcarpatia, Ucraina) până în 1918. Reparată în 1927, lăcașul de cult fiind destinat unei expoziții de artă populară din orașul Brno, eveniment ce avea să aibă loc în 1928. 
Acest lucru, precum și un plan local de a muta biserica în pacrul castelului din Ujgorod nu s-au realizat, în schimb aceasta a fost dezasamblată și transportată în 1936 în orașul Blansko, din Cehia, unde meșterii de aici au reînălțat-o un an mai târziu. A suferit lucrări de reparație în 1946. Actualmente, biserica servește cultului protestant.